# Pero jimenezaria
Pero jimenezaria är en fjärilsart som beskrevs av Paul Dognin 1890. Pero jimenezaria ingår i släktet Pero och familjen mätare. Inga underarter finns listade i Catalogue of Life.